# Cykelcross
Cykelcross (Cyclo-cross) är en tävlingsform inom cykelsport, vilken sedan 1950 administreras av Union Cycliste Internationale.

## Cykeln

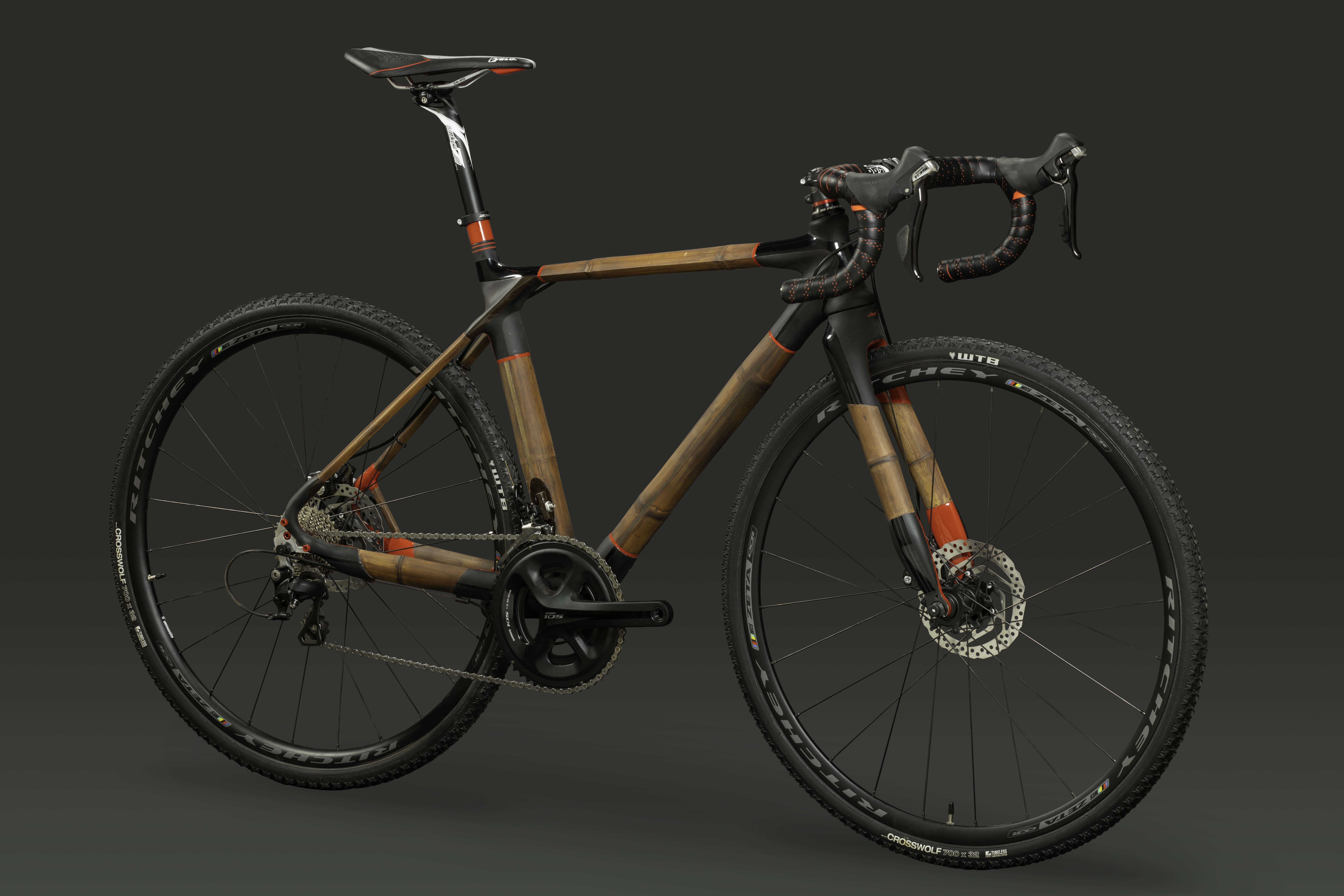
En typisk cykelcross-cykel, optimerad för tävlingsbana.

Cykelns egenskaper är optimerade för tävling i enklare terräng, och förenklat kan cross-cykeln beskrivas som en landsvägscykel men med mer robusta hjul, växlar och bromsar. Däcken är också bredare (men maximalt 33 mm breda på sitt tjockaste ställe och får ej vara försedda med dubbar eller nabbar) och har grövre mönster och större luftkammare än landsvägsdäck. Ramarna är ofta byggda med horisontella överrör där kablage och vajrar är dragna på ovansidan av överröret. Detta med anledning av att tävlingsmomenten innebär att cykeln ofta måste bäras över plankhinder, trappor, leriga backar eller andra hinder. Vanligt rammaterial är aluminium, men även inom cykelcrossen har ramar i kolfiber blivit vanliga. Stålramar förekommer också. Bortsett från att cross-cykeln har smalare däck än en mountainbike, skiljer den sig även genom att ha bockstyre (bredden på styret hos en cross-cykel får ej överstiga 50 cm medan "traditionella landsvägscykel-styren" ej är tillåtna inom mountainbike).

## Tävlingsformen
Tävlingarna framförs vanligen på varvbana där varvtiden är omkring fem till tio minuter och den totala tävlingstiden i elitklassen (elite, prestige) nära 60 minuter, alternativt ett varv på en längre bana med motsvarande totaltid. Banan skall innehålla variationer mellan till exempel stig, sand, väg, park eller äng för att ge cyklisterna tempovariation. Därutöver är hinder vanligt förekommande för att skapa situationer där cykeln måste bäras; de skickligaste cyklisterna kan forcera de vanligt förekommande plankhindren genom att hoppa över dessa i farten. 1/3 av banan ska utgöras av terräng som innebär att cyklarna behöver bäras. Allt detta tillsammans med den i cykelsammanhang relativt korta tävlingstiden medför hög intensitet för de tävlande där stor syreupptagningsförmåga samt manöverskicklighet är två betydelsefulla parametrar. Speciella moment för cykelcross är just av- och påstigningar i fart, lyft- och bärmoment, kurvtagning samt cykling i sand. Cyklister rekryteras både från landsvägscykling och mountainbike.

## Historik

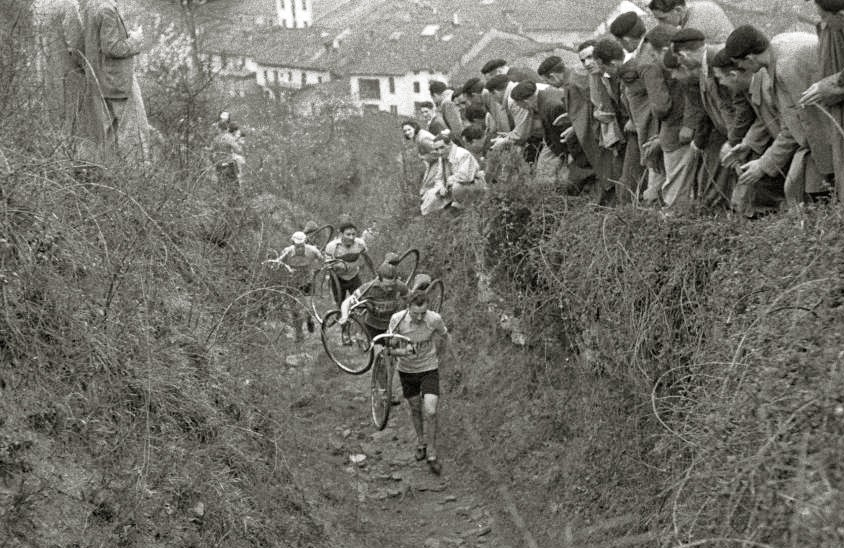
En cykelcross-tävling i Baskien, Spanien 1947.

Sporten har sitt ursprung i Frankrike där cykelsoldater började tävla cirka år 1900 i terrängcykling på sina armécyklar, varefter de första franska mästerskapen arrangerades av det franska cykelförbundet (Union Vélocipédique de France) på en 25 kilometer lång bana i Verrières-skogen och längs floden Bièvre söder om Paris den 16 mars 1902. Även i Belgien och Schweiz hölls de första nationsmästerskapen före första världskriget. År för första nationsmästerskap:
| Frankrike         |  | 1902 |
| Belgien           |  | 1910 |
| Schweiz           |  | 1912 |
| Luxemburg         |  | 1920 |
| Polen             |  | 1928 |
| Italien           |  | 1930 |
| Tjeckoslovakien † |  | 1952 |
| Östtyskland       |  | 1953 |
| (Väst)tyskland    |  | 1954 |
| Storbritannien    |  | 1955 |
| Ungern            |  | 1958 |
| Österrike         |  | 1962 |

| Nederländerna |  | 1963 |
| USA           |  | 1963 |
| Spanien       |  | 1964 |
| Danmark       |  | 1976 |
| Finland       |  | 1982 |
| Irland        |  | 1991 |
| Tjeckien †    |  | 1993 |
| Slovakien †   |  | 1995 |
| Kanada        |  | 1996 |
| Japan         |  | 1996 |
| Ryssland      |  | 1998 |
| Kroatien ††   |  | 2000 |

| Norge       |  | 2001 |
| Serbien ††  |  | 2006 |
| Rumänien    |  | 2008 |
| Sverige     |  | 2008 |
| Nya Zeeland |  | 2012 |
| Australien  |  | 2013 |
| Portugal    |  | 2013 |
| Estland     |  | 2015 |
| Chile       |  | 2016 |
| Litauen     |  | 2019 |

† = Tjeckoslovakien delades 1992 i Tjeckien, som fortsatte arrangera mästerskap, och Slovakien, som dröjde två år.
†† = Mästerskap hölls även dessförinnan i dåvarande Jugoslavien (som splittrades år 2000).
De första världsmästerskapen i cykelcross arrangerades av Union Cycliste Internationale (UCI) 1950 (den 4 mars i Paris), då den ersatte en fransk "internationell mästerskapstävling" kallad Critérium international de cross cyclo-pédestre som hade avhållits sedan 1924. Säsongen 1999/2000 infördes även damerna i UCI:s regelverk och det första världsmästerskapet med en damklass hölls den 29–30 januari år 2000 i nederländska Sint-Michielsgestel- Samma säsong infördes även en damklass vid de nationella mästerskapen i USA, Kanada och Tjeckien i november–december 1999 och år 2000 i Nederländerna, Frankrike, Schweiz, Italien, Storbritannien, Spanien, Tyskland och Polen (alla dessa kördes den 9 januari). Nästa säsong tillkom även Luxemburg och Österrike, medan Danmark och Belgien tillkom säsongen därpå. Säsongen 2024/2025 kördes nationella cross-mästerskap i 32 länder (18 av dessa, samtliga i europeiska nationer, kördes helgen den 11–12 januari som en anpassning till den europeiska tävlingskalendern), varav 30 hade en damklass.
De första europamästerskapen arrangerades av UEC 2003 och omfattade damer elit, herrar U23 och herrjuniorer. 2013 tillkom damer U23, 2015 herrar elit och 2019 damjuniorer. 2023 infördes även ett EM i mixed-stafett tre herrar och tre damer (en ur vardera elit, U23 och juniorklasserna - U23-cyklisten fick ersättas av en junior och elitcyklisten fick ersättas av en U23) per lag, klassen kördes även 2024, men utgick 2025. 2024 arrangerades de första panamerikanska mästerskapen (den 3 november, på samma dag som europamästerskapen).
Den första "världscupen", Superprestige, skapades (med landsvägscupen Super Prestige Pernod, skapad 1959, som "förebild") säsongen 1982/1983 på belgiskt initiativ. Därefter tillkom en variant Gazet van Antwerpen Trofee 1987/1988 och 1993/1994 startade UCI en egen världscup UCI Cyclo-cross World Cup. World Cup har dock inte ersatt Superprestige och GvA Trofee (som senare från 2012/2013 kallats Bpost Bank Trofee, från 2016/2017 DVV Verzekeringen Trofee och från 2020/2021 X²O Badkamers Trofee – ett samlingsnamn för dessa sponsorsstyrda namnverianter är Trofee veldrijden) utan alla tre cuperna har fortasatt att köras. En fjärde cup, Brico Cross (från 2019/2020 Ethias Cross och från 2022/2023 Exact Cross), tillkom 2016/2017. Damcuper upprättades senare, liksom cuper för U23 och juniorer.
| Cykelcross-cupernas första upplagor | Cykelcross-cupernas första upplagor | Cykelcross-cupernas första upplagor | Cykelcross-cupernas första upplagor | Cykelcross-cupernas första upplagor | Cykelcross-cupernas första upplagor | Cykelcross-cupernas första upplagor |
| Cup                                 | Herrar                              | Herrar                              | Herrar                              | Damer                               | Damer                               | Damer                               |
| Cup                                 | Elit                                | U23                                 | Juniorer                            | Elit                                | U23                                 | Juniorer                            |
| ----------------------------------- | ----------------------------------- | ----------------------------------- | ----------------------------------- | ----------------------------------- | ----------------------------------- | ----------------------------------- |
| UCI World Cup                       | 1993/1994                           | 2004/2005                           | 2004/2005                           | 2002/2003                           | 2018/2019                           | 2020/2021                           |
| Superprestige                       | 1982/1983                           | 2002/2003                           | 2001/2002                           | 2015/2016                           | 2018/2019                           | –                                   |
| Trofee veldrijden                   | 1987/1988                           | 2001/2002                           | –                                   | 2007/2008                           | –                                   | 2019/2020                           |
| Exact Cross                         | 2016/2017                           | –                                   | –                                   | 2016/2017                           | –                                   | –                                   |
Not: Klasser med grå bakgrund har (2025) ej arrangerats sedan 2019/2020; brun bakgrund ej sedan 2022/2023.

## Tävlingskalender
Cykelcross är en "vintersport" och dess kalender går från det att landsvägssäsongen slutar på hösten (i Europa – men cykelcross är ju en nästan helt europeisk företeelse) till landsvägscyklingen återupptas på våren. UCI:s och UEC:s kalendrar läggs förvisso kalenderårsvis, men mästerskapen har en relativt fast plats i kalendern med europamästerskap i november(december) och världsmästerskap i (januari)februari(mars). De flesta europeiska nationsmästerskap hålls samma januarihelg (2024/2025 hölls 18 europeiska nationsmästerskap den 11–12 januari, men några nationer håller dock sina mästerskap vid annan tid, exempelvis av klimatskäl – i USA och Kanada ligger hela tävlingssäsongen i oktober–december och de få nationerna på södra halvklotet håller sina mästerskap i augusti/september). Den europeiska nationsmästerskapshelgen ligger vanligen tre veckor innan VM.

## Framstående cross-cyklister
I nedanstående tabeller listas de cross-cyklister som vunnit minst två världsmästerskap (VM) till och med säsongen 2024/2025. Därtill listas antalet totalsegrar i UCI World Cup (WC), Superprestige (SP) och Trofee veldrijden (TV). Ett "X" markerar att tävlingen ej avhållits under deras aktiva tid.
| Cyklist              | Aktiv     | VM | WC | SP | TV |
| -------------------- | --------- | -- | -- | -- | -- |
| Erik De Vlaeminck    | 1965–1977 | 7  | X  | X  | X  |
| Mathieu van der Poel | 2014–     | 7  | 1  | 4  | 2  |
| André Dufraisse      | 1951–1963 | 5  | X  | X  | X  |
| Renato Longo         | 1957–1972 | 5  | X  | X  | X  |
| Albert Zweifel       | 1972–1989 | 5  | X  | –  | –  |
| Roland Liboton       | 1979–1992 | 4  | X  | 3  | –  |
| Roger Rondeaux       | 1945–1955 | 3  | X  | X  | X  |
| Rolf Wolfshohl       | 1956–1975 | 3  | X  | X  | X  |

| Cyklist            | Aktiv     | VM | WC | SP | TV |
| ------------------ | --------- | -- | -- | -- | -- |
| Mario De Clercq    | 1993–2005 | 3  | 1  | –  | –  |
| Erwin Vervecken    | 1992–2010 | 3  | –  | –  | 2  |
| Zdeněk Štybar      | 2003–2014 | 3  | 1  | 1  | –  |
| Wout van Aert      | 2014–     | 3  | 3  | 1  | 3  |
| Sven Nys           | 1997–2016 | 2  | 3  | 13 | 9  |
| Niels Albert       | 2006–2014 | 2  | 2  | –  | 1  |
| Bart Wellens       | 1997–2014 | 2  | 1  | 1  | 1  |
| Klaus-Peter Thaler | 1976–1988 | 2  | X  | –  | –  |

| Cyklist              | Aktiv     | VM | WC | SP | TV |
| -------------------- | --------- | -- | -- | -- | -- |
| Erik De Vlaeminck    | 1965–1977 | 7  | X  | X  | X  |
| Mathieu van der Poel | 2014–     | 7  | 1  | 4  | 2  |
| André Dufraisse      | 1951–1963 | 5  | X  | X  | X  |
| Renato Longo         | 1957–1972 | 5  | X  | X  | X  |
| Albert Zweifel       | 1972–1989 | 5  | X  | –  | –  |
| Roland Liboton       | 1979–1992 | 4  | X  | 3  | –  |
| Roger Rondeaux       | 1945–1955 | 3  | X  | X  | X  |
| Rolf Wolfshohl       | 1956–1975 | 3  | X  | X  | X  |

| Cyklist            | Aktiv     | VM | WC | SP | TV |
| ------------------ | --------- | -- | -- | -- | -- |
| Mario De Clercq    | 1993–2005 | 3  | 1  | –  | –  |
| Erwin Vervecken    | 1992–2010 | 3  | –  | –  | 2  |
| Zdeněk Štybar      | 2003–2014 | 3  | 1  | 1  | –  |
| Wout van Aert      | 2014–     | 3  | 3  | 1  | 3  |
| Sven Nys           | 1997–2016 | 2  | 3  | 13 | 9  |
| Niels Albert       | 2006–2014 | 2  | 2  | –  | 1  |
| Bart Wellens       | 1997–2014 | 2  | 1  | 1  | 1  |
| Klaus-Peter Thaler | 1976–1988 | 2  | X  | –  | –  |

| Cyklist            | Aktiv     | VM | WC | SP | TV |
| ------------------ | --------- | -- | -- | -- | -- |
| Marianne Vos       | 2005–     | 8  | 1  | –  | –  |
| Hanka Kupfernagel  | 1999–2019 | 4  | 2  | –  | –  |
| Sanne Cant         | 2006–2025 | 3  | 3  | 4  | 6  |
| Fem van Empel      | 2018–     | 3  | 1  | –  | 2  |
| Laurence Leboucher | 1999–2008 | 2  | –  | X  | –  |

Bland herrar som var akitiva fram till 1950 kan även nämnas Jean Robic, som vann det första UCI-mästerskapet 1950, men också "föregångaren" Critérium international de cross cyclo-pédestre 1947. Denna "föregångare" vanns under mellankrigstiden även två gånger av Robert Oubron (1937 och 1938 – därtill även 1941 och 1942, men under andra världskriget var det en rent fransk tävling), Maurice Seynaeve (1934 och 1936), samt Camille Foucaux (1928 och 1929). Nämnvärd är även Adri van der Poel (far till Mathieu) som förvisso bara vann ett VM, men därtill tog fyra silver och två brons, samt vann både UCI World Cup och Superprestige en gång vardera under karriären (1980–2000). Bland damerna kan även nämnas Lucinda Brand och Daphny van den Brand som vardera bara vunnit ett VM, men som därtill tagit ytterligare sju (till och med 2024/2025) respektive sex (2000–2012) VM-medaljer och båda vunnit UCI World Cup tre gånger var.

## Cykelcross i Sverige
Sporten har funnits sporadiskt i Sverige men har först på senare år [när?] formaliserats av Svenska Cykelförbundet. Sedan 2006 finns en nationell tävlingsserie (cup) i Sverige. De första svenska mästerskapen i cykelcross (Mölndals CK, 2008) vanns av Kajsa Snihs, IK Jarl Rättvik (dam), och Jens Westergren, Falu CK (herr).

## Exempel på cykelcross-banor

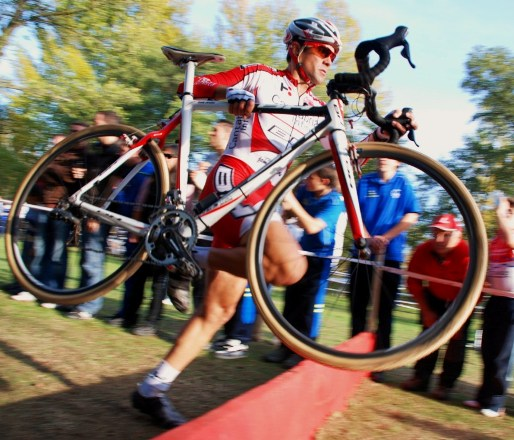
Plankor cyklilsterna måste hoppa över.
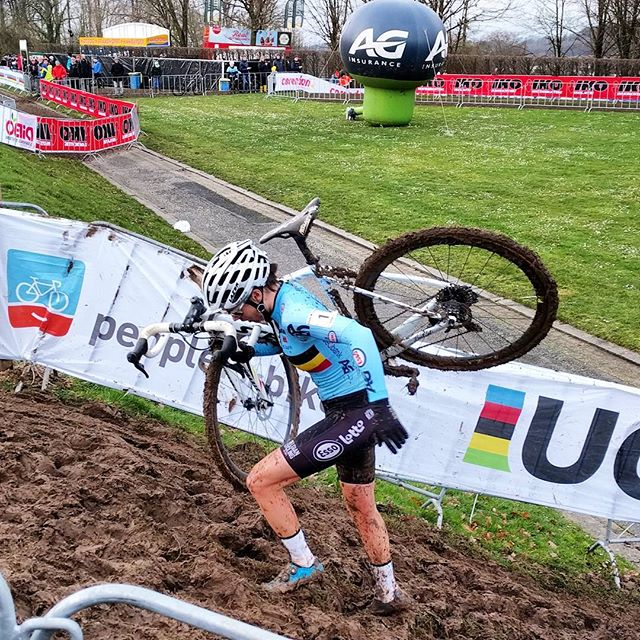
Kraftigare backar att forcera innebär oftast att man bär cykeln. (Sanne Cant 2018)
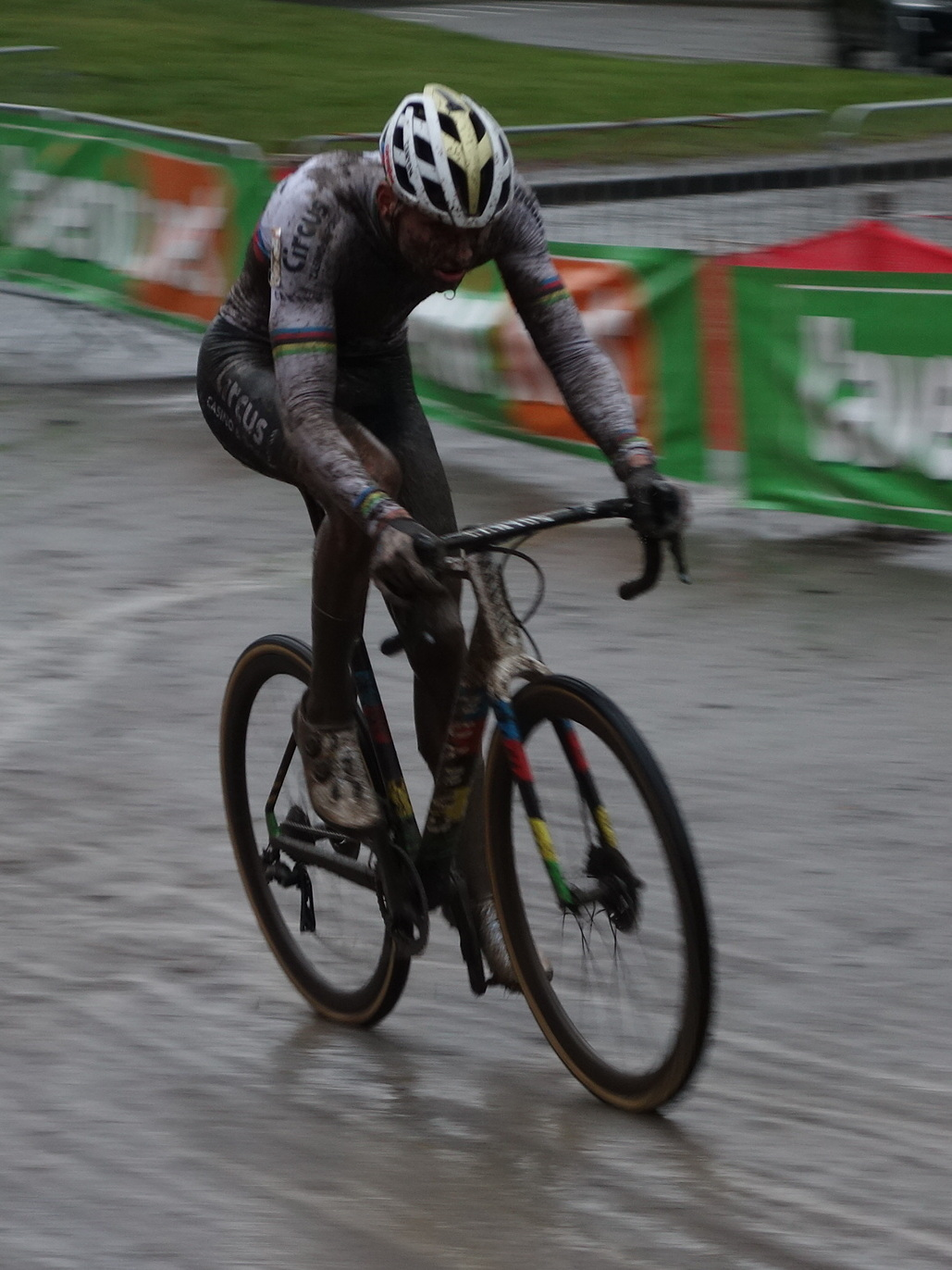
Leriga skogsvägar leder till svåra tävlingsförhållanden.
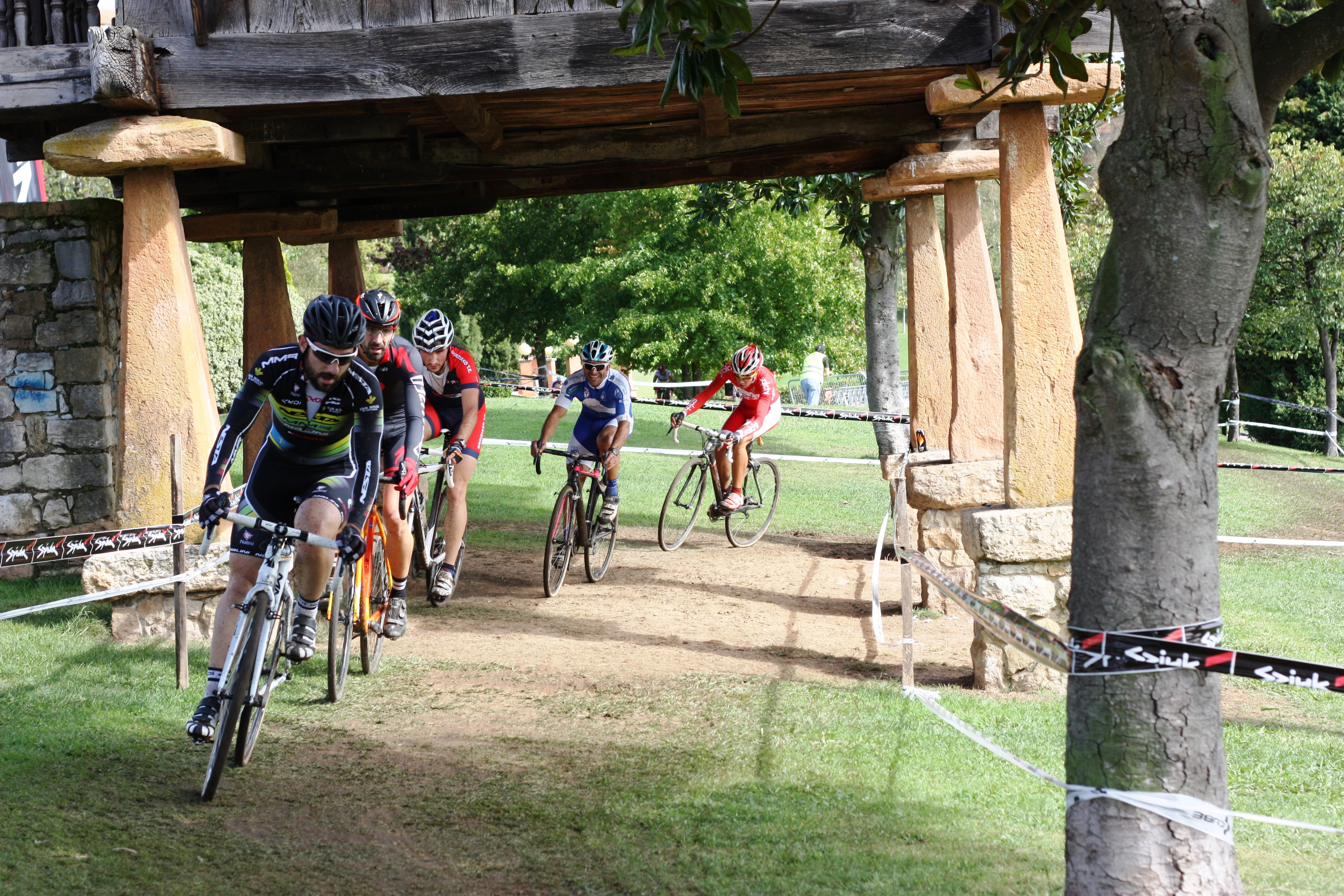
Markerad bansträckning.
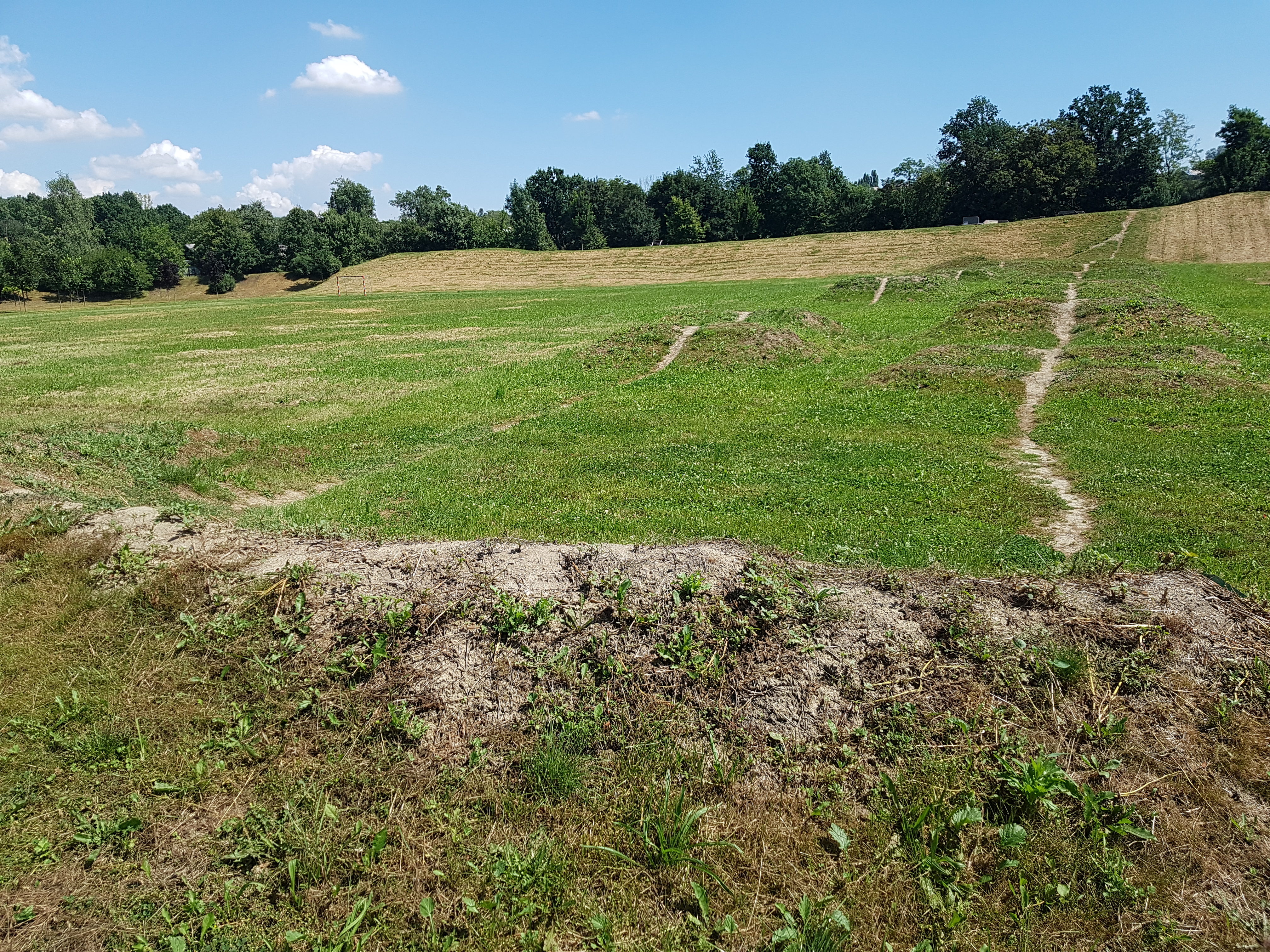
Cykelcross-spår efter terrängkörning.